# Rudolph von Wechmar
Rudolph von Wechmar (* 15. März 1800 in Meiningen; † 5. März 1861 ebenda) war ein deutscher Staatsminister in Sachsen-Meiningen.

## Leben
Rudolph von Wechmar studierte Rechtswissenschaft an der Universität Jena. 1821 gehörte er zu den Stiftern des Corps Franconia Jena. Als Rittergutsbesitzer saß er ab 1830 im Meininger Landtag. 1835 wurde er zum Präsidenten der Landesregierung im Herzogtum Sachsen-Meiningen berufen. Ab 1842 war er am Oberlandesgericht Hildburghausen tätig. Nach Umgestaltung der zentralen Staatsbehörden im Zuge der Deutschen Revolution 1848/49 ersetzte Bernhard II. (Sachsen-Meiningen) den zur Besänftigung des Volkes ernannten liberalen Staatsminister Haubold von Speßhardt am 24. Oktober 1849 durch den streng konservativen Wechmar. Im Schatten der einflussreichen Kamarilla um den Appellationsgerichtspräsidenten Karl von Fischern übte er das Amt bis zum 12. Mai 1854 aus. Er trat 1855 in den Ruhestand und starb kurz vor seinem 61. Geburtstag.